# 万松岭驿道
万松岭驿道，位于福建省福州市闽清县梅溪镇樟洋村，在县城西北侧，是古代当地通往闽清县城的重要通道。
万松岭驿道中较有价值的文物是驿道旁侧的摩崖石刻，其中“万松岭”石刻为南宋状元郑性之所题，高0.82米，宽0.60米，右侧为民国时期闽清县长徐尧炤所题写的“听涛”。1992年入选第四批闽清县文物保护单位，2013年入选第八批福建省文物保护单位，类型为古建筑，历史年代为宋。